# Halowy mityng 80-lecia Polskiego Związku Lekkiej Atletyki
Halowy mityng 80-lecia Polskiego Związku Lekkiej Atletyki – mityng lekkoatletyczny, który odbył się w hali Ośrodka Przygotowań Olimpijskich w Spale 7 lutego 1999 roku. 
Podczas zawodów Ilona Pazoła rezultatem 13,78 poprawiła halowy rekord Polski w trójskoku. W biegu na 60 metrów przez płotki wynikiem 7,68 Krzysztof Mehlich wypełnił minimum Polskiego Związku Lekkiej Atletyki na halowe mistrzostwa świata w Maebashi. 
Zawody włączyły się w przypadające na rok 1999 obchody 80-lecia istnienia PZLA.

## Wybrane rezultaty
| Konkurencja:   | 1. miejsce                                 | Rezultat |
| Skok w dal     | Hubert Makaruk AZS-AWF Biała Podlaska      | 7,23     |
| Trójskok       | Krystian Ciemała AZS-AWF Biała Podlaska    | 15,91    |
| Skok wzwyż     | Dawid Jaworski AZS-AWF Gorzów Wielkopolski | 2,15     |
| Skok o tyczce  | Krzysztof Kusiak Lechia Gdańsk             | 5,40     |
| Pchnięcie kulą | Mirosław Dec AZS-AWF Katowice              | 18,21    |

| Konkurencja:                   | 1. miejsce                             | Rezultat |
| Bieg na 60 metrów przez płotki | Anna Leszczyńska Warszawianka Warszawa | 8,21     |
| Skok w dal                     | Edyta Sibiga AZS-AWFiS Gdańsk          | 6,34     |
| Trójskok                       | Ilona Pazoła Krokus Leszno             | 13,78 NR |
| Skok wzwyż                     | Beata Włodek AZS-AWFiS Gdańsk          | 1,80     |
| Skok o tyczce                  | Anna Sobiecka Lechia Gdańsk            | 3,50     |